# Parallelodiplosis subtruncata
Parallelodiplosis subtruncata är en tvåvingeart som först beskrevs av Ephraim Porter Felt 1907.  Parallelodiplosis subtruncata ingår i släktet Parallelodiplosis och familjen gallmyggor.
Artens utbredningsområde är New York. Inga underarter finns listade i Catalogue of Life.